# アルケミィ〜ダイアー・ストレイツ・ライヴ
『アルケミィ〜ダイアー・ストレイツ・ライヴ』（Alchemy: Dire Straits Live）は、イギリスのロック・バンド、ダイアー・ストレイツが1984年に発表した、キャリア初のライブ・アルバム。LP、CDともに2枚組で発売された。

## 背景
アルバム『ラヴ・オーヴァー・ゴールド』（1982年）リリースに伴うツアーの締め括りに当たる、1983年7月22日と23日のロンドン公演の模様が収録された。「ゴーイング・ホーム〜"ローカル・ヒーロー"のテーマ」は、バンドの中心人物マーク・ノップラーが映画『ローカル・ヒーロー』（1983年公開）のサウンドトラックに提供した曲で、実際のライブでは、この曲の演奏中に機材が撤収されるという演出で観客の笑いを取っていた。本作に参加したサポート・メンバーのメル・コリンズは、オセアニア及び日本のライブでは不参加となり、ポール・ウィリアムソンが代役を務めた。
LPは10曲入りだが、CDは「ラヴ・オーヴァー・ゴールド」が追加されて11曲入りとなり、曲順も「ロミオとジュリエット」と「エクスプレッソ・ラヴ」の位置がLPとは逆になっている。アルバム・ジャケットはブレット・ホワイトリーの絵画「Alchemy」を元にして作られた。

## 反響・評価
バンドの母国イギリスでは、163週にわたって全英アルバムチャートでトップ100入りするロング・ヒットとなり、最高3位を記録した。オランダのアルバム・チャートでは、『ラヴ・オーヴァー・ゴールド』（1982年）に続く自身2度目の1位獲得を果たした。一方アメリカでは、ツアー自体が行われなかったこともあって大きな話題とならず、Billboard 200では最高46位に終わった。
William Ruhlmannはオールミュージックにおいて5点満点中3点を付け「アラン・クラークのキーボードがサウンドの隙間を埋め、マーク・ノップラーによる贅肉を削ぎ落としたメロディに幾らかの荘厳さをもたらしているとはいえ、ダイアー・ストレイツはなおもボブ・ディランに固執した荒々しいバー・バンドであり続けており、大衆もそれを求めている」と評している。

## 収録曲
特記なき楽曲はマーク・ノップラー作。

### LP

#### サイド1
1. かつて西部で "Once upon a Time in the West" – 13:01
2. ロミオとジュリエット "Romeo and Juliet" – 8:24

#### サイド2
1. エクスプレッソ・ラヴ "Expresso Love" – 5:41
2. 哀しみのダイアリー "Private Investigations" – 7:16
3. 悲しきサルタン "Sultans of Swing" – 10:53

#### サイド3
1. ふたりは恋人 "Two Young Lovers" – 4:51
2. トンネル・オブ・ラヴ "Tunnel of Love" – 14:43

#### サイド4
1. テレグラフ・ロード "Telegraph Road" – 13:00
2. ソリッド・ロック "Solid Rock" – 5:35
3. ゴーイング・ホーム〜"ローカル・ヒーロー"のテーマ " Going Home - Theme From 'Local Hero'" – 5:09

### CD

#### ディスク1
1. かつて西部で "Once Upon a Time in the West" – 13:01
2. エクスプレッソ・ラヴ "Expresso Love" – 5:45
3. ロミオとジュリエット "Romeo and Juliet" – 8:17
4. ラヴ・オーヴァー・ゴールド "Love Over Gold" – 3:27
5. 哀しみのダイアリー "Private Investigations" – 7:34
6. 悲しきサルタン "Sultans of Swing" – 10:54

#### ディスク2
1. ふたりは恋人 "Two Young Lovers" – 4:49
2. トンネル・オブ・ラヴ "Tunnel of Love" – 14:29
3. テレグラフ・ロード "Telegraph Road" – 13:37
4. ソリッド・ロック "Solid Rock" – 6:01
5. ゴーイング・ホーム〜"ローカル・ヒーロー"のテーマ "Going Home - Theme From 'Local Hero'" – 6:05

## 参加ミュージシャン
- マーク・ノップラー - ボーカル、リードギター
- ハル・リンデス - リズムギター、バックグラウンド・ボーカル
- アラン・クラーク - キーボード
- ジョン・イルズリー - ベース、バックグラウンド・ボーカル
- テリー・ウィリアムズ - ドラムス

アディショナル・ミュージシャン
- メル・コリンズ - サックス
- トミー・マンデル - キーボード
- ジュープ・デ・コルテ - パーカッション